# 城伯镇
城伯镇，是中华人民共和国河南省焦作市孟州市下辖的一个乡镇级行政单位。

## 行政区划
城伯镇下辖以下地区：
城伯村、张庄村、宋庄村、西武章村、东武章村、相逢村、西后津村、东后津村、中村、武桥村、子昌村、岳师村、岑村、赵庄村、南董村、北董村、罗状村、罗状堡村、吴寨村、前姚村、后姚村、西姚村和立义村。